# Amore di re
Amore di re (Forbidden Hours) è un film muto del 1928 diretto da Harry Beaumont. Prodotto e distribuito dalla Metro-Goldwyn-Mayer, il film, una storia romantica ambientata in un inventato regno europeo scritta e sceneggiata da A.P. Younger, aveva come protagonisti Ramón Novarro e Renée Adorée. Altri interpreti erano Dorothy Cumming, Edward Connelly, Roy D'Arcy, Mitzi Cummings.

## Trama
Michael, giovane sovrano del piccolo regno di Balanca, vuole abdicare perché, innamorato, ha deciso di sposare la bella Marie de Floriet, la nipote del suo primo ministro. La famiglia reale, però, ha intenzione di fargli sposare la principessa Ena in visita nel regno. Il primo ministro e Nicky, il cugino di Michael, progettano di preparargli una trappola per fargli dimenticare Marie, facendola sorprendere da lui in una situazione compromettente con un altro in modo da fargli sbollire gli ardenti ardori. Marie si dimostra accondiscendente perché pensa che il bene del regno venga prima del suo bene personale e del suo amore per il re. In una locanda, Michael sorprende il cugino e Marie a letto insieme. Furioso, abbandona la ragazza ai suoi ufficiali e se ne va via. Poi, però, decide di ritornare. Presa Marie con sé, fugge verso in confine, deciso a rinunciare alla corona. Fermato dalle guardie di frontiera che gli chiedono di ritornare a palazzo, Michael cede al popolo che gli domanda di restare, insieme a Marie, sul trono..

## Produzione
Il film fu prodotto dalla Metro-Goldwyn-Mayer (MGM).

## Distribuzione
Il copyright del film, richiesto dalla MGM, fu registrato il 16 luglio 1928 con il numero LP25396.

Distribuito dalla Metro-Goldwyn-Mayer (MGM), il film uscì nelle sale statunitensi il 16 giugno 1928. In Danimarca, uscì il 22 luglio 1929 con il titolo Forbuden Frugt. In Finlandia, fu distribuito il 4 novembre 1929; in Turchia, nel 1930 con il titolo Memnu saadet. In Australia, fu presentato ad Adelaide il 5 febbraio 1930; in Portogallo, il 18 maggio 1931 come Amores Proibidos.
In Italia fu distribuito nel 1929 dalla Metro Goldwyn con il visto di censura numero 24883.
Copia completa della pellicola si trova conservata negli archivi delle MGM.